# Студентка (фильм)
«Студентка» (фр. L'étudiante) — французско-итальянский художественный фильм совместного производства студий Gaumont, TV 1 Films Productions (fr) и Cecchi Gori Group Tiger Cinematografica (it).

## Сюжет
За три месяца до экзаменов амбициозная студентка Валентина решает полностью сконцентрироваться на учёбе. Однажды джазовый музыкант Нед приглашает её на свидание, и она соглашается, надеясь, что это будет просто развлечение на одну ночь. Но когда она узнаёт его получше, то понимает, что он не столь наивен, каким кажется, и влюбляется. Сталкиваются два мира: перспективной студентки и бесшабашного будущего композитора, однако в каждом из них подсознательно живёт их же противоположность. Непонимание, разные приоритеты и цели, страх и неумение слушать друг друга заставляют наших героев расстаться. Боль, которая незамедлительно появляется вслед за этим, достигает такой силы и глубины, что из-за неё не хочется дальше жить.
Одним из самых сильных моментов фильма, бесспорно, является финальная сцена, в которой героиня Марсо выступает с диссертацией перед экзаменаторами Сорбонны. В ней сочетаются блеск и глубина человеческой мысли с убедительностью выражения человеческой души. С жаром и чувственностью студентка доказывает, что Любовь была, есть и будет.

## В ролях
| Актёр           | Роль      |
| --------------- | --------- |
| Софи Марсо      | Валентина |
| Венсан Линдон   | Нед       |
| Элизабет Витали | Селина    |

| Актёр         | Роль     |
| ------------- | -------- |
| Жан-Клод Леге | Чарли    |
| Елена Помпей  | Патриция |
| Роберто Атьяс | Филипп   |

| Актёр            | Роль       |
| ---------------- | ---------- |
| Брижитт Шамаранд | Клер       |
| Кристиан Перейра | Серж       |
| Натали Манн      | Александра |

## Съёмочная группа
- Режиссёр — Клод Пиното
- Продюсер — Алан Пуаре
- Сценарий — Даниэль Томпсон, Клод Пиното
- Оператор — Ив Родаллек
- Композитор — Владимир Косма
- Монтаж — Мари-Жозеф Йойот